# Salbia seriopunctalis
Salbia seriopunctalis is een vlinder uit de familie van de grasmotten (Crambidae), uit de onderfamilie van de Spilomelinae. De wetenschappelijke naam van deze soort is voor het eerst voorgesteld als Pionea seriopunctalis door George Francis Hampson in een publicatie uit 1895.
De soort komt voor in Grenada.